# Fabian Böhm
Fabian Böhm (født 24. juni 1989 i Potsdam, Tyskland) er en tysk tidligere håndboldspiller og nuværende træner. Han sidste klub var HC Kriens-Luzern i Schweiz, hvor han spillede indtil 2024. Han var også en del af Tysklands herrehåndboldlandshold.
Han fik debut på det tyske landshold i 2015 mod Island. Han deltog under EM i håndbold 2020 i Sverige/Østrig/Norge.
I 2024 indstillede han karrieren og blev en del af trænerstaben på det schweiziske landshold.